# Santa María Magdalena Petlacalco
La Magdalena Petlacalco, es un Pueblo Originario de la alcaldía Tlalpan, en la ciudad de México. El nombre prehispánico Petlacalco es de origen náhuatl y significa “Lugar de casas de petate” (petlatl, petate; calli, casa; -co, sufijo locativo) y su nombre religioso lo recibe a partir de la aparición de Santa María Magdalena quien, según la tradición dice que solía aparecerse frecuentemente en las proximidades de la comunidad durante la época colonial. El incidente se repitió tantas veces que el lugar adoptó su nombre, que es una combinación de María Magdalena y el petate en el que fue encontrada.
Magdalena Petlacalco es un pueblo que tiene tradiciones y costumbres muy arraigadas de generación en generación, entre las que destacan, las famosas ferias, siendo la principal el 1 de enero y el 22 de julio, días que dedican a la Santa Patrona.

## Historia
El Pueblo de La Magdalena Petlacalco fue fundado en el siglo XV por familias Nahuas que se instalaron ahí después de pelear contra los Mexicas, en 1510 tras la caída de Tenochtitlan los habitantes del Ajusco migran al asentamiento de Petlacalco, en 1682 venden parte de sus tierras a José Tello de Meneses.
En 1699 es encontrada la imagen de Santa María Magdalena en una cueva de la localidad los que detona la edificación del templo dedicado a su santa patrona iniciando en 1730 y terminado el 1770, para 1986 se añade una torre con reloj y es culminada la obra del templo de Santa María Magdalena.   varias de las familias se desplazaron hacia el norte colindando con la hacienda de Xoco, lugar donde los habitantes del pueblo aun eran obreros,
En 1938 Manuel Avila Camacho otorgó 1210 hectáreas de Terreno a los comuneros del pueblo.

## Capilla de Santa María Magdalena
Descripción: La iglesia se construyó en 1725, conserva lápidas grabadas en piedra del siglo XX. En su interior tiene altares laterales y el principal es de estilo Neoclásico. El nombre de Petlacalco es de origen náhuatl y significa “Lugar de casas de petate”.
Tiene una sola nave de tres tramos y el presbiterio tiene un altar neoclásico con una escultura en madera del siglo XVIII, la cual representa a Santa María Magdalena. Las puertas de madera talladas indican el año de 1968
La Magdalena Petlacalco
Cuenta la leyenda que el nombre de Magdalena se relaciona con la aparición de la Santa en una cueva, hecho que se repitió en diversas ocasiones, por lo que decidieron escogerla como Patrona del lugar.

## Cultura

### Fiestas Patronales
La Magdalena Petlacalco es un pueblo lleno de  tradiciones, es el pueblo con más fiestas de la delegación Tlalpan las cuales  son alegradas con bandas famosas la mayoría de Sinaloa, así como comparsas de Chínelos y Arrieros, además de las famosas ganaderías que se presentan, siendo por tradición todo gratis, no hay que olvidar los pintorescos y enormes castillos Y Fuegos pirotécnicos que son quemados dos días, en cada fiesta.

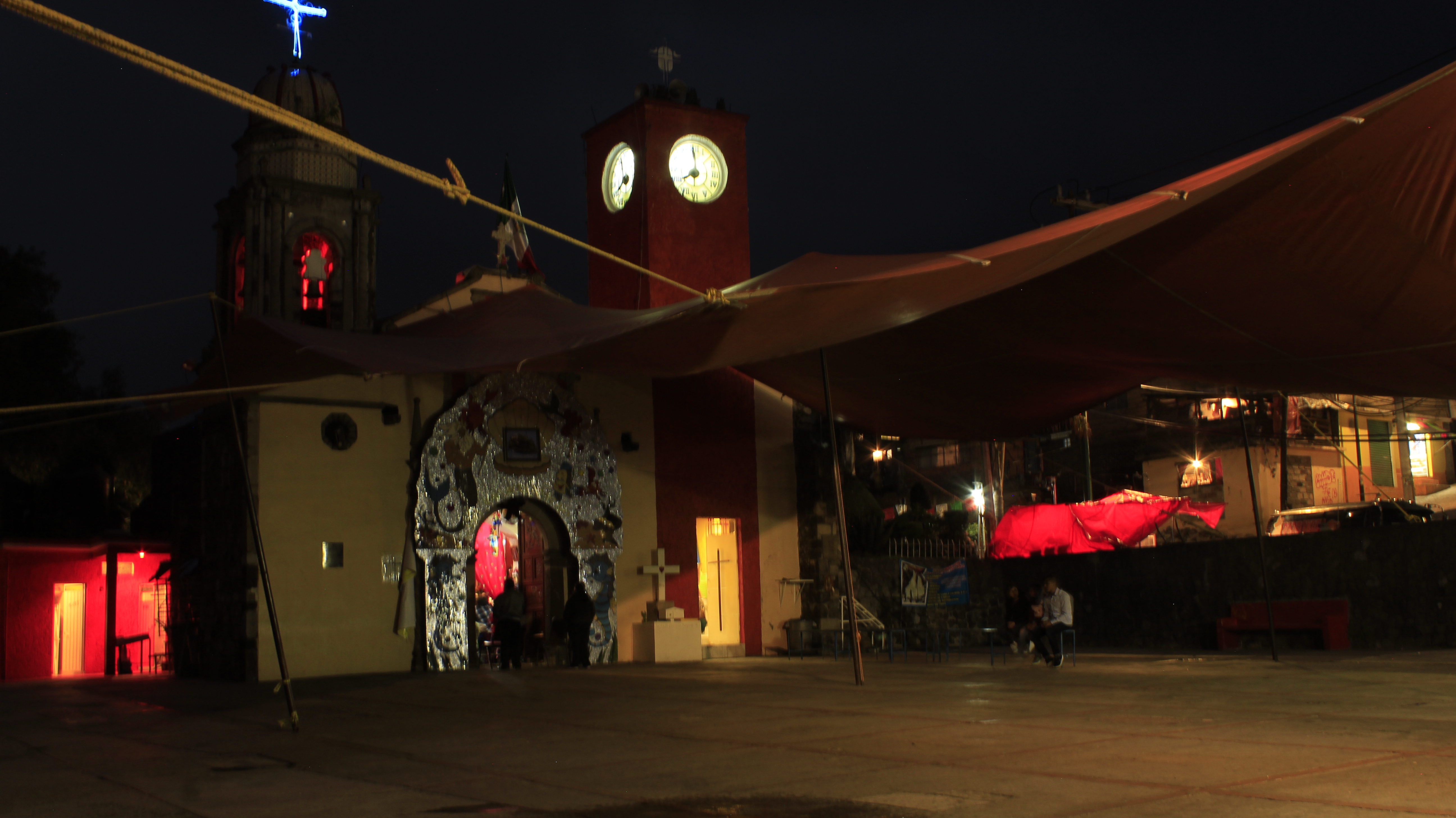
La capilla se prepara para las festividades de La Divina Infantita.

- La primera y más grande se celebra el 1 de enero, día en que el Pueblo dedica a la Santa Patrona Santa María Magdalena y es considerada la fiesta mayor del Pueblo, en ella recuerdan las apariciones de Santa María Magdalena en la cueva y el descenso de la imagen a la población. El 1, 2 y 3 de enero se pueden apreciar durante el día en el atrio de la Iglesia las danzas tradicionales, los Chínelos, Moros y Cristianos y arrieros; toca la banda y el mariachi que cantan a su santa patrona, por la noche la tradicional Quema de Castillos por las Mayordomías de  “Los Jóvenes” y de “Los Viejos”. Culmina en la Octava con las Danzas.

- La Segunda es celebrada el primer viernes de cuaresma en honor al  Señor de la Columna iniciando el día viernes con el viacrucis por todo el Pueblo y culminando en la octava,. Esta fiesta es considerada como el Carnaval del Pueblo, al igual que las demás fiestas se cataloga por los buenos elencos artísticos así como los vistosos castillos y toritos.

- La Tercera que debería ser la mayor, pero es la que secunda la escala según el pueblo, esta dedicada a Santa María Magdalena y se celebra el 22 de julio.  Iniciando con las vísperas y el acarreo de las promesas de portadas, adorno y flores, también es vestida la Santa Patrona por un niña quien dona su vestido cada festividad de enero y Julio (Solo las Niñas Pueden vestir a la santa patrona por tradición).  El 22 de julio durante la madrugada los diversos grupos y mayordomías entran a ofrecer las mañanitas a Santa María Magdalena, durante el día, bailan en el atrio de la Iglesia las danzas como los Chínelos, santiagueros y arrieros; toca la banda y el mariachi canta a su santa patrona. Al mediodía se reciben los pueblos hermanos, quienes en peregrinación llegan con las llamadas "promesas" a la santa patrona. Habitualmente llegan de los pueblos: Santa María Tepepan, San Lorenzo Huipulco, San Agustín de las Cuevas, Chimalcoyoc, San Pedro Mártir, San Miguel Ajusco, Santa Úrsula Xitla, Santo Tomás Ajusco, San Andrés Totoltepec, San Miguel Xicalco y Parres El Guarda, San Juan Huitzilac, Tres Marías y Tepoztlán Morelos y las comunidades pertenecientes a la zona del Ajusco. Todo el día se realizan diversas actividades. Hasta que, por la noche, se lleva a cabo la tradicional quema de castillos y fuegos pirotécnicos.

- La Cuarta y las más pequeña según el pueblo pero es casi igual que las demás, esta dedicada a la Divina Niña Infantita de nuevo el pueblito se luce con sus mejores galas, se realiza una fiesta estilo infantil, pastel, payasos, juguetes y al igual que las demás traen buenos elencos así como también hay quema de castillos. En un ambiente que promete ser seguro, divertido y acogedor se llevarán a cabo múltiples conciertos para amenizar cada una de las veladas de la feria, para los cuales ya se han confirmado a destacadas agrupaciones del panorama regional mexicano.

## Danzas
A antigua tradición de celebrar, mediante comparsas, mascaradas y bailes las fiestas del carnaval o carnestolendas y que son originalmente los tres días que preceden al miércoles de ceniza pasó a nuestras tierras corno una tradición netamente europea.
Se celebraba la fiesta de disfraces entre las clases adineradas de la colonia, no permitiéndose el acceso a estas festividades al pueblo en general. ante esta situación y a manera de sutil y divertida protesta, la gente del pueblo decidió llevar a cabo su propia celebración, mezclando corno era usual, rituales ancestrales con los de la nueva cultura importada, dando como resultado eventos pagano-religiosos, según la versión de los nuevos señores.
- Danza de los arrieros

Los danzantes arrieros son los que conmemoran tributo a la memoria de estos hombres. la danza describe cuando ellos llevaban a lomo de mula los bienes para intercambiarlos entre las haciendas y los puertos. Parte de su trabajo fue la organización de recuas para defenderse durante los viajes, con el tiempo, a este grupo de arrieros se les llamó cuadrilla o hatajo. Actualmente, la danza de arrieros que se practica en el distrito federal y estado de México.
- Chinelos

- Moros y Cristianos

## Recursos Naturales
La Magdalena Petlacalco tiene en la parte de sus terrenos de ampliación ejidal uno de los mejores bosques conservados en la Ciudad de México, con una extensión de 622.75 Ha, es uno de los pocos núcleos agrarios que conservan ríos y cuerpos de agua cristalina y pura dentro de la ciudad, los cuales se recuperaron a partir de los trabajos realizados en el 2009 con proyectos de la comisión nacional forestal (CONAFOR), tardando cerca de 7 años en hacerlo, en ese tiempo desarrollaron también un proyecto de ecoturismo conocido como el Campamento de Montaña la Cañada. 